# Jeanne Marie von Gayette-Georgens

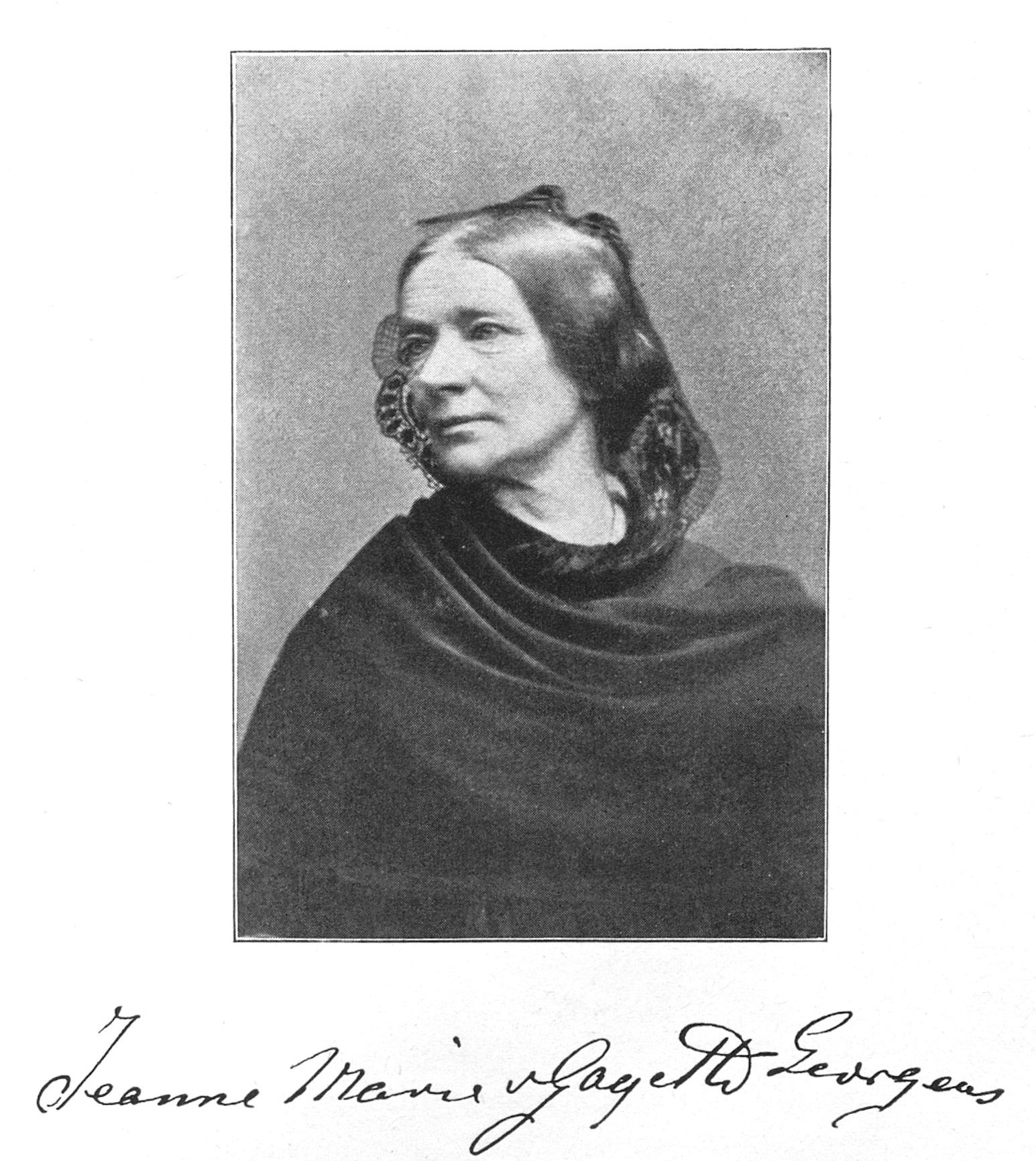
Jeanne Marie von Gayette-Georgens

Jeanne Marie von Gayette-Georgens (geboren 11. Oktober 1817 in Kolberg als Jeanne Marie von Gayette; gestorben 14. Juni 1895 in Leipzig) war eine preußische Schriftstellerin und Pädagogin.

## Leben
Sie war die Tochter eines Majors aus Kolberg und verlebte eine ereignisreiche Jugend. So erlebte sie etwa den polnischen Novemberaufstand und unternahm mit ihrem Bruder Reisen durch Europa. Er starb in Venedig, woraufhin sie nach Hirschberg zu ihrem Vater zurückkehrte.
Nachdem sie ihren Lebensgefährten Jan-Daniel Georgens gefunden hatte, wandte sie sich der Pädagogik zu.
Ihr Freundeskreis umfasste unter anderem Ludwig Feuerbach, Arthur Schopenhauer, Karl von Holtei und Karl Gutzkow. Auf Grund ihrer Verdienste auf Gebieten der Heilpädagogik und Sonderpädagogik wurde sie im Jahr 1857 zum Mitglied der Leopoldina gewählt.

### Pädagogisches Schaffen
Gemeinsam mit ihrem Mann Jan Daniel Georgens (gestorben 1886) gründete sie 1856 in Baden bei Wien das Behindertenbetreuungsheim Levana, wo sie den Wert spielerischer Beschäftigung für die Heiminsassen erkannte. Sie musste das Institut 1865 dem österreichischen Staat überlassen, begann jedoch damit, ihre heilpädagogische Beschäftigungstheorie an heranwachsenden Mädchen und Frauen zu erproben. Auf spielerische Weise sollte früh der Sinn von Kindern für Kunst und Formen geweckt werden. Mit diesem Ansatz war sie eine Fortsetzerin Friedrich Fröbels, welcher die pädagogischen Grundformen erdachte (vergleiche etwa das in dieser Zeit aufgekommene Anker-Steinbaukasten-System).

### Werke (Auswahl)
Sie schrieb kämpferische Romane und Aufsätze, wie auch Ratgeber und Handbücher zu Erziehung, Handarbeit und gesellschaftlicher Konversation. Von 1856 bis 1863 war sie Herausgeberin der pädagogischen Zeitschrift „Die Arbeiter auf dem praktischen Erziehungsfelde der Gegenwart“. Sie gründete 1867 und 1886 weitere Zeitschriften, „Die Frauenarbeit“ und „Zu Hause“.
- Mädchenwelt. Gegen die falsche Frauenemanzipation. (1848)
- Die Familie. Blätter aus dem Leben. (2 Bände 1850) Band 1, Band 2
- Bildewerkstatt (2 Bände 1857 und 1861)
- Maximus Casus, der Oberlehrer von Druntenheim. (1869)
- Oceana. Vier Stufenalter einer Dichterin. (1870)
- Der Schuh (1870), in Der Bazar, 1870, S. 377f
- Die Frauen in Erwerb und Beruf. 12 Vorträge. (1872)
- Jacobäa von Holland (2 Bände, 1873)
- Die Fortschritts-Pädagogen u. die Frauen-Emanzipation (1875)
- Geist des Schönen in Kunst und Leben. Praktische Ästhetik für die gebildete Frauenwelt (1876) Digitalisat
- mit ihrem Mann: Die Schulen der weiblichen Handarbeit. Vorbilder für den modernen Gebrauch in 12 Heften. (1877)
- Brevier der Konversation und gesellschaftlicher Unterhaltung (1879)
- Illustriertes Familien-Spielbuch. (1880)
- mit ihrem Mann: Illustriertes allgemeines Spielbuch. (1882)
- Konversation und gesellschaftliche Unterhaltung. Die Kunst in der Gesellschaft zu gefallen und sich und andere zu unterhalten. (1882)
- Neues Spielbuch für Mädchen. (1887)